# Scotonycteris
Scotonycteris là một chi động vật có vú trong họ Dơi quạ, bộ Dơi. Chi này được Matschie miêu tả năm 1894. Loài điển hình của chi này là Scotonycteris zenkeri Matschie, 1894.

## Các loài
Chi này gồm các loài: